# 高屋城
高屋城（たかやじょう）は、大阪府羽曳野市古市にあった日本の城。三管領の畠山氏の本拠地である。本丸は宮内庁によって安閑天皇陵に治定されている古墳（高屋築山古墳）があり、立ち入りが禁止されている。二の丸、三の丸は住宅地となっている。

## 概要
応永年間に畠山基国が管領になり、安閑天皇陵を流用して築かせたもの。守護代の遊佐氏が城代を務めていた。応仁の乱以後は守護職の畠山氏の居城となるが、畠山氏・安見氏・三好氏の三勢力の争奪戦が繰り広げられ、城主が頻繁に入れ替わった。天正3年（1575年）に織田信長の猛攻を受け落城。その後廃城となる。城の規模は南北に800m、東西に450mあり、土塁と堀で仕切られている。

### 住宅地と発掘調査
昭和30年（1955年）頃よりこの地域は新興住宅地となり、一方で宅地化や道路の敷設に伴う発掘調査が頻繁に実施されており、小規模な物を含めると100ヵ所をこえて、地上面の遺構は少ないものの高屋城の全貌が明確になりつつある。

## 沿革
この城の文献上の初見は応永年間（1394年 - 1428年）に畠山基国が築いたとされていることから、一部では南北朝時代の城として紹介されている。しかしこの時期の文献には高屋城との記載は見受けられず、古市城や誉田城との名称の混乱があり、羽曳野市教育委員会では出土遺物の検討から、応仁の乱後文明11年（1479年）ごろの築城が推定できるとしている。この場合、築城主は畠山義就とされる。
高屋城の城主は河内の守護を兼ねていた人物が多く、10名前後、30回以上入れ替わっており、平安の時は少なく交替が頻繁におこる。特に畠山義英、畠山尚順、畠山稙長の畠山氏の家督騒動の50年間は、それぞれで4、5回城主が交替しており、交代後畠山義英は誉田城、交野城へ、畠山尚順、稙長父子は広城（和歌山県広川町）、大和に退避していた。

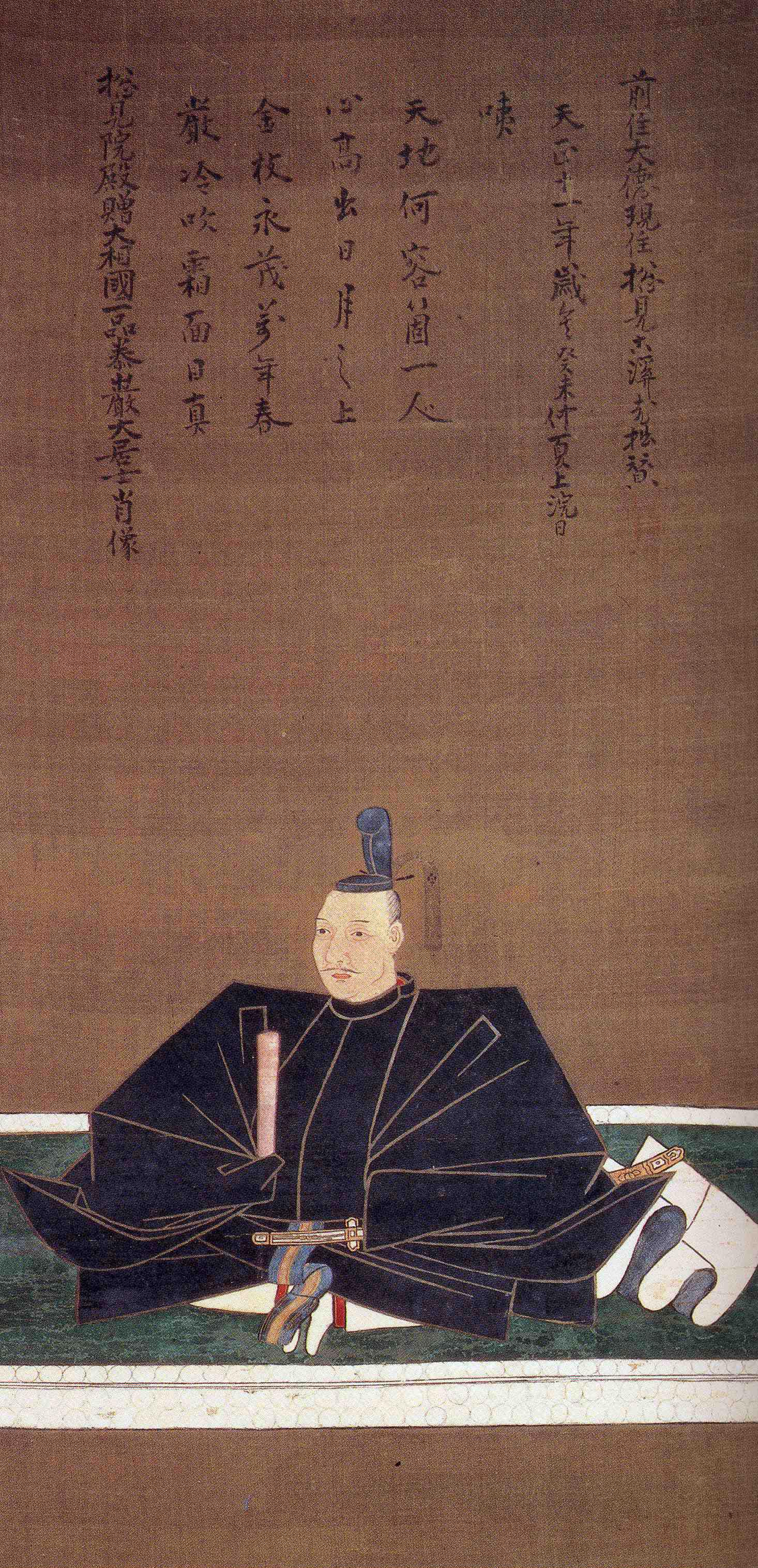
織田信長像

永禄元年（1558年）に安見宗房が専横を極めて守護の畠山高政を追放したが、高政に援軍を頼まれた三好長慶が永禄2年（1559年）に高屋城を落城させて宗房を追放し、高政を高屋城に復帰させた。そのうえ長慶は三好方の湯川直光を河内に送り込んできた。しかし、長慶に救援してもらったにもかかわらず畠山高政は湯川直光を遠ざけて、安見宗房を復権させた。これに憤慨した長慶は翌永禄3年（1560年）に再び高屋城を落城させ高政・宗房を追放し、河内の支配を手中にすると、弟の三好実休を高屋城に据えた。
しかし、またしても翌永禄4年（1561年）に高政が高屋城を奪回、翌永禄5年（1562年）に高政が教興寺の戦いで敗れると長慶の甥の三好義継が城主となった。三好三人衆と仲違いした義継は高屋城を離れ、永禄10年（1567年）に義継と松永久秀が東大寺大仏殿の戦いで三好三人衆に勝利、翌永禄11年（1568年）に隙をつき三好康長が入城したが、同年9月28日に芥川山城が織田信長によって落城すると、康長は阿波に落ち延びていった。
畠山高政は永禄8年（1565年）に足利義輝が永禄の変で殺されたのを機に、家督を弟の畠山秋高に譲って自らは足利義昭の将軍擁立に奔走していた事もあり、当然義昭・信長派であった。こうして河内半国守護は義昭・信長に認められ、秋高は高屋城に復帰した。しかし、義昭と信長が仲違いする元亀4年（1573年）、秋高は信長派に転じると、義昭派の重臣遊佐信教によって攻められ自害した。
信教は同じく反信長派の三好康長を天正2年（1574年）4月2日に城に引き入れて籠城を行うも天正3年（1575年）4月8日、織田軍の攻撃を受け、ついに開城した。康長は信長の家臣となったが遊佐信教は大坂本願寺と共に以後も信長と闘った。

以後、城としては利用されなかったようで、この時に廃城になったと思われる。

### 高屋城の略年表
| 和暦     | 西暦   | 高屋城城主         | 主な出来事 |
| -------- | ------ | ------------------ | --- |
| 文明11年 | 1479年 | 畠山義就           | 高屋城築城 |
| 明応2年  | 1493年 | 畠山基家           | 高屋城の西の口で合戦がおこる                                                                                    |
| 明応6年  | 1497年 | 畠山義豊           | 畠山尚順が高屋城を落城させる                                                                                    |
| 明応9年  | 1500年 | 畠山義英           | 畠山尚順が高屋城を攻城するが、敗退し紀伊国に落ち延びる                                                          |
| 永正元年 | 1504年 | 畠山尚順           | 畠山尚順と畠山義英が和睦。高屋城に畠山尚順が入城する                                                            |
| 永正3年  | 1506年 | 畠山義英           | 赤沢朝経が高屋城を落城させる                                                                                    |
| 永正4年  | 1507年 | 細川政元方         | 永正の錯乱で細川政元が暗殺されると畠山義英が高屋城に入城する                                                    |
| 永正5年  | 1508年 | 畠山尚順           | 赤沢長経が高屋城を攻城するが、畠山尚順が撃退する                                                                |
| 永正17年 | 1520年 | 畠山稙長           | 畠山義英が高屋城を落城するが、この年再び畠山稙長に落城する                                                      |
| 大永2年  | 1522年 | 畠山稙長           | 高屋城が大火によって消失する                                                                                    |
| 享禄元年 | 1528年 | 畠山稙長           | 畠山稙長は柳本賢治と和睦、金胎寺に退く                                                                          |
| 天文元年 | 1532年 | 畠山義堯           | 飯盛城の戦いで勝利した山科本願寺衆が高屋城も攻め落とす                                                          |
| 天文11年 | 1542年 | 畠山政国           | 畠山稙長が攻城し、畠山政国は大和国に落ち延びる（太平寺の戦い）                                                  |
| 天文16年 | 1547年 | 畠山政国           | 三好実休が高屋城を攻める                                                                                        |
| 天文17年 | 1548年 | 畠山政国           | 舎利寺の戦いで三好長慶が高屋城を攻め、畠山政国と和睦する                                                        |
| 天文21年 | 1552年 | 畠山高政           | 畠山高政が高屋城の城主となる                                                                                    |
| 永禄2年  | 1559年 | 安見宗房           | 三好長慶が高屋城を落城させ河内国を平定し守護となる                                                              |
| 永禄5年  | 1562年 | 三好実休           | 久米田の戦いで畠山高政が三好実休を討ち取り高屋城に入城するが、 教興寺の戦いで敗れると三好康長が高屋城に入城する |
| 永禄11年 | 1568年 | 畠山秋高           | 畠山秋高が河内半国守護となり、高屋城に入城する                                                                  |
| 天正元年 | 1573年 | 畠山秋高           | 遊佐信教が畠山秋高を殺害し、三好康長も高屋城に入城する                                                          |
| 天正3年  | 1575年 | 三好康長、遊佐信教 | 織田信長軍が高屋城を攻城、三好康長が降伏。そして廃城となる。                                                    |

高屋城は河内国守護の象徴のような城となり、激しい攻城戦が繰り返され、その戦いの多さは和泉、摂津、そして河内の中でもっとも多い。

## 城郭

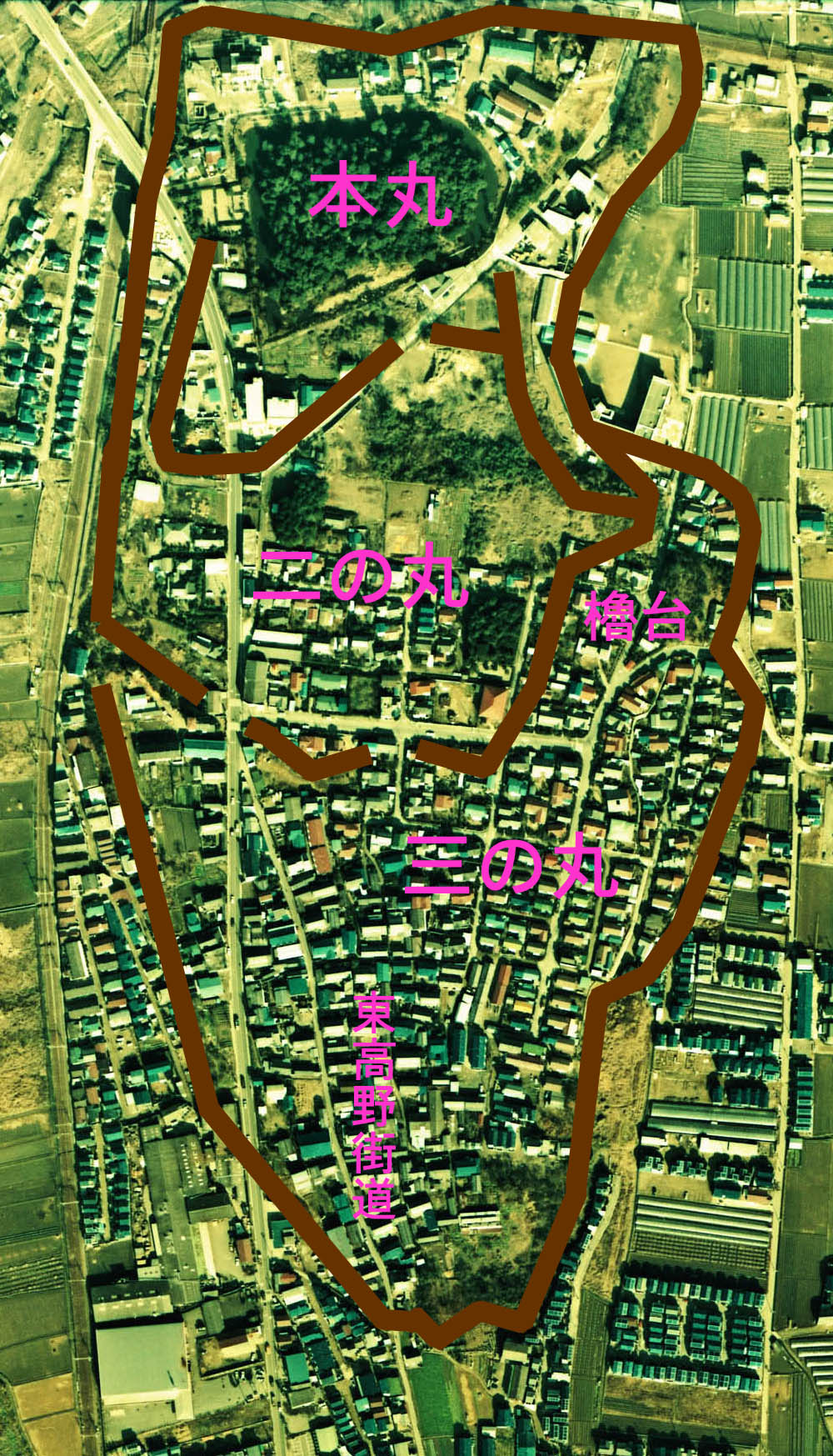
高屋城城郭部分/昭和49年度のカラー空中写真

高屋城は石川の東側にある標高約47mの河岸段丘にある独立した丘陵に築かれた平山城になる。大乗川は現在本丸付近で東流しているが、江戸時代に流路を変更したため、元来は北流していた。北側は要害の地形になっている。高屋城は大きくわけて3つの曲輪から成り立ち、一つの曲輪の面積では日本最大級となる。大永2年（1522年）の大火の様子を｢去大晦日八時ヨリ高屋城尾張守館始而百八十間自火云々、河内守在所者不苦云々｣(『経尋記』)と記載されている。これによると大晦日に焼けた部分だけでも180軒も武家屋敷があり、高屋城の規模は相当なものだったと推察されている。

### 本丸

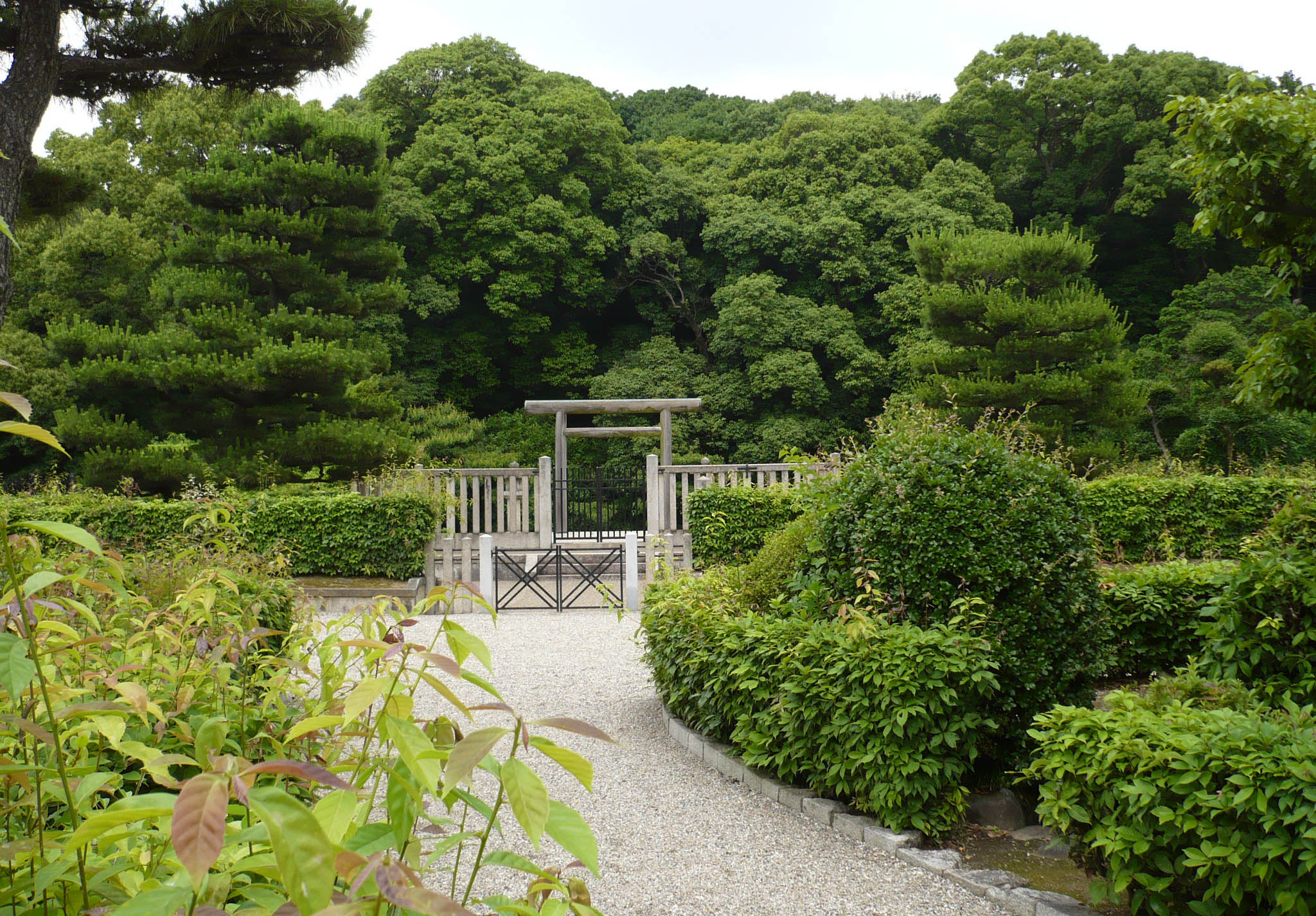
高屋築山古墳

規模は7ヘクタールあり、高屋築山古墳を利用して作られている。畿内でもいくつかの古墳を取り入れた城郭は見受けられるが、その多くが墳丘部分のみを使用しているのに対して、高屋城では古墳を取り巻く周辺部分も取り入れている点が特徴である。
本丸は古墳の周壕が防御施設として重要視され、古墳跡を中心に築城されているが、敵の攻撃に対する最後の砦、籠城する目的が強いと考えられている。したがって古墳部分は純粋な防御施設で生活を伴う場所ではなかったと思われている。

『足利季世紀』によれば、畠山稙長は「本城ニハ恐レ」て居住せず「二ノ丸」に居住している。古墳に対する畏敬の念がありながらも、城として利用していることは興味深いと指摘されている｡

### 二の丸

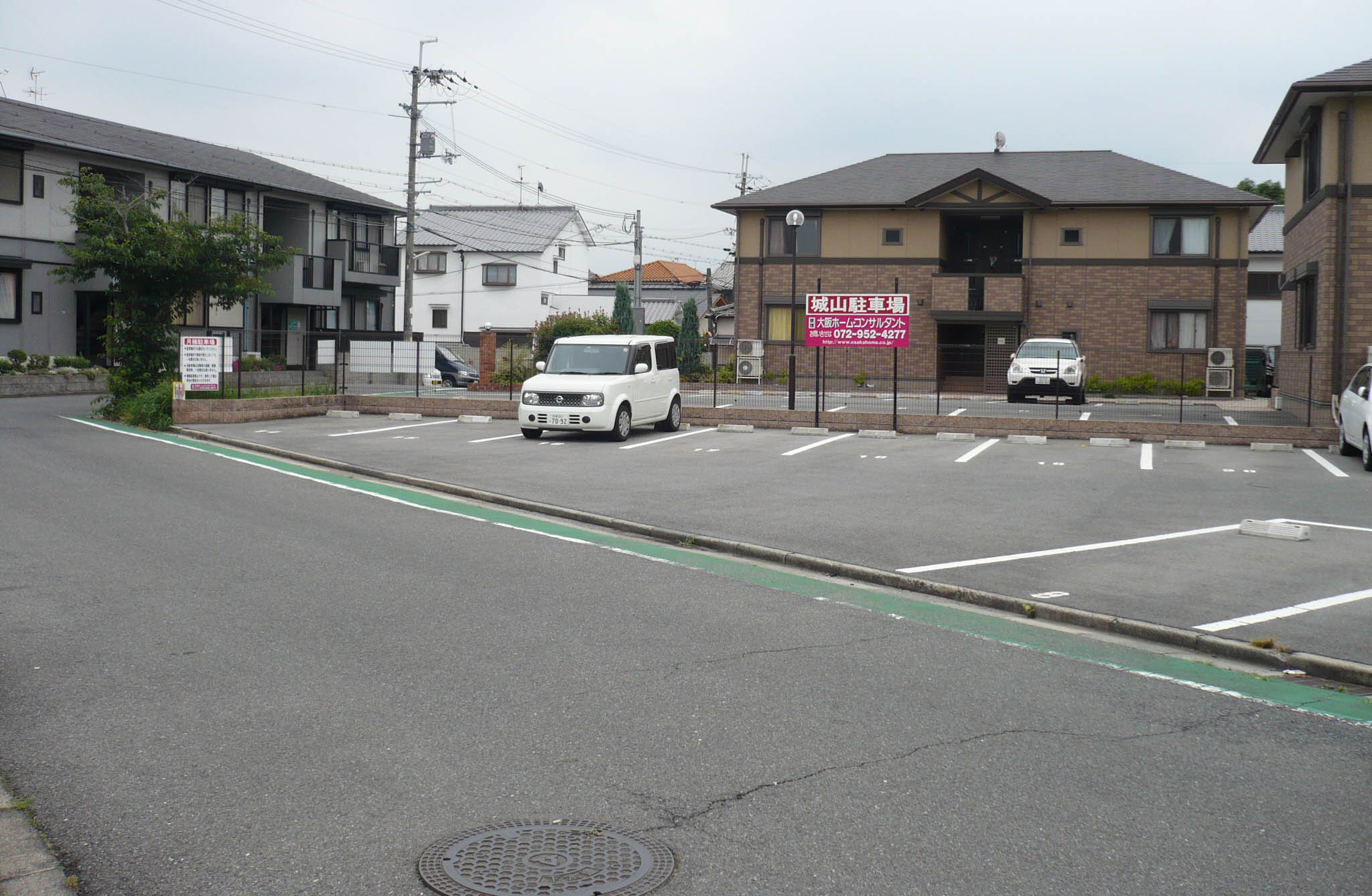
現在の二の丸跡

規模は7ヘクタールあり、二の丸中央部の海抜は約39mあり、何回かの発掘調査により二の丸には上層階級の人々が、三の丸には下級武士が生活していたことがわかった。それ以外では、二の丸には整然と地割された武家屋敷群が建っていたことや、その武家屋敷はせん列建物（「せん」は土篇に「專」）、礎石建物遺構が確認でき、その中には茶室、庭園など文化性の高い遺構も検出されている。また中国から輸入された陶磁器や貨幣、日本製の高級陶器など守護の城をうかがわせる遺物も出土している。

この二の丸南東部には安閑天皇皇后の春日山田皇女陵もあるが、この場所を城郭として使用されていた伝承は確認されていない。

### 三の丸、櫓台、土塁、堀
三の丸の規模は10ヘクタールあり、掘立柱建物の遺構が数多く検出されているので、下級武士が生活していたと推察されている。またこの北東部分に東西約15m、南北約30m、高さ8mの土塁跡の上に馬出し状の櫓があったと推定されている。1980年の発掘調査では、櫓が推定される土塁から小規模の建物跡、陶磁器、古銭が出土している。石川に面した部分にあり、物見、攻撃櫓、武器庫、虎口などの防御施設がおかれていたと推定されている。また高屋城の土塁は礫と粘土を交互に積み重ねて強固に築き上げられており、その外側には水堀を巡らし、数々の功城戦から堅固な縄張りへ、改修が積み重なっていったと考えられている。
交通の要所である東高野街道を城内を南北に通るように築城されたと思われるが、これにより城としての防御能力はいくばくかの低下があったと考えられている。

ただ三の丸には別説もある。管轄自治体の羽曳野市発行の『畠山家記』には三の丸の地域を「旧市旧屋敷」と書かれている事や、城の規模が当時と比較してもあまりに不自然である事等から高屋城ではないとする向きもある。

## 城跡へのアクセス
- 電車でのアクセス

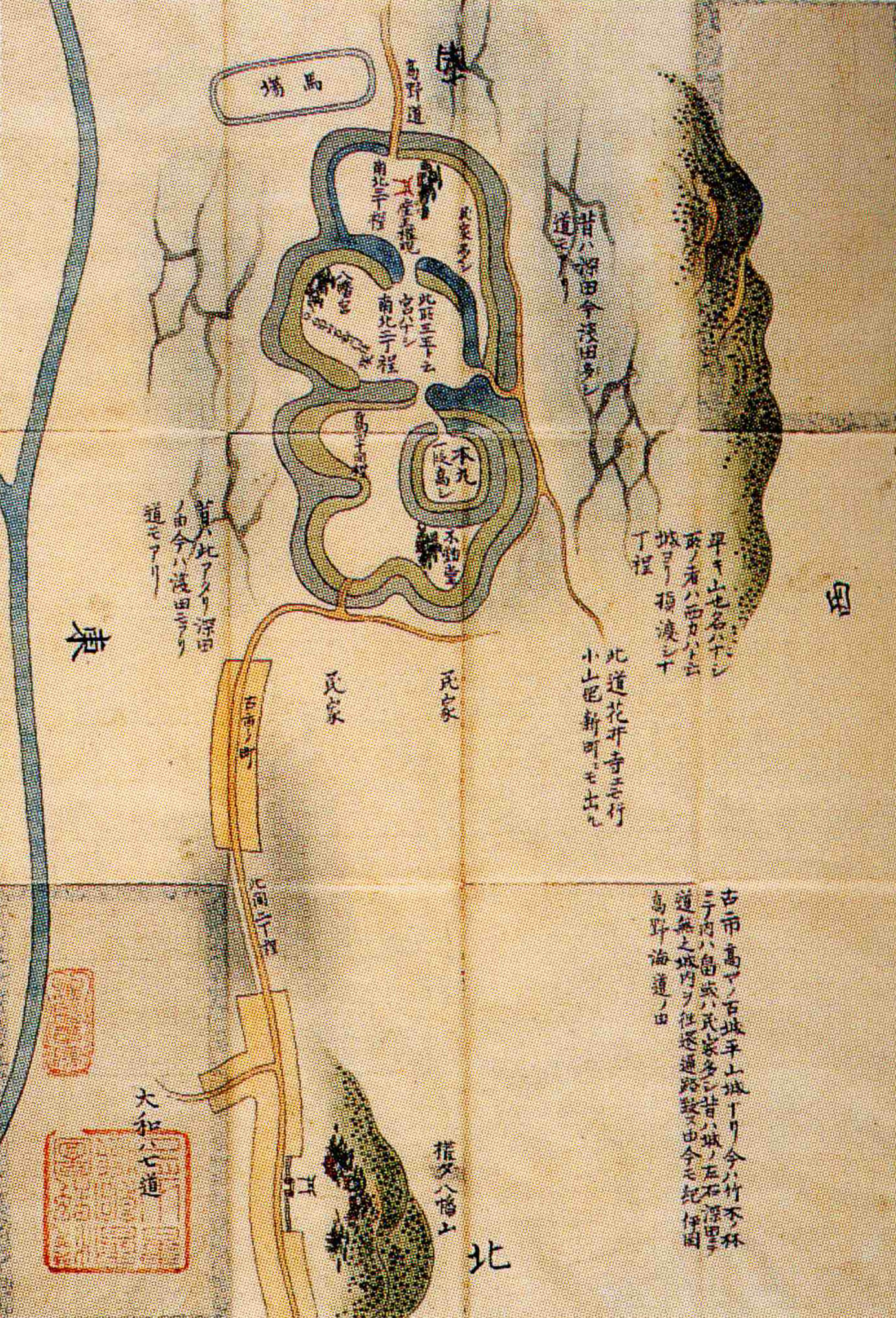
諸国古城古市城絵図/浅野文庫所蔵

  - 近畿日本鉄道（南大阪線・長野線）古市駅　→　徒歩約10分
- 車でのアクセス
  - 西名阪自動車道　藤井寺IC　→　国道170号
  - 近隣に駐車場無し